# 덴파구미.inc
덴파구미.inc(일본어: でんぱ組.inc)는 일본의 7인조 여성 아이돌 그룹이다.

## 개요
홈 그라운드는, 결성 장소이기도 한, 멤버가 예전에 점원으로 일하던 도쿄 아키하바라의 라이브&바 〈아키하바라 디어 스테이지〉. 일반적인 오디션을 통과해 모인 여성 아이돌 그룹이 아니라, 자주적으로 활동하고 있던 아이돌이 모여 그룹이 형성되었다.
싱글 〈Future Diver〉 이후, 프로듀서 후쿠시마 마이코(모후쿠 짱)가 토이즈 팩토리와 공동으로 설립한 레이블 〈MEME TOKYO〉에 소속.
2024년 4월 20일, 2025년초를 기해 활동 종료 및 해산을 발표.
2025년 1월 5일, 마쿠하리 이벤트 홀에서 행해진 더 엔딩 라이브를 기해 그룹을 해산했다.

## 멤버
※가입순
| 이름                       | 생일             | 출신지     | 애칭                  | 담당 색     | 담당 색 | 캐치프레이즈                                | 오타쿠 장르            | 가입일           | 비고                                                                 |
| -------------------------- | ---------------- | ---------- | --------------------- | ----------- | ------- | ------------------------------------------- | ---------------------- | ---------------- | -------------------------------------------------------------------- |
| 후루카와 미린 (古川未鈴)   | 1988년 9월 19일  | 가가와현   | 미린짱 (みりんちゃん) | 빨강        |         | 노래하고 춤추는 게임 아이돌                 | 게임, 댄스             | 결성 2009년      | 센터 유일한 결성 때부터의 멤버                                       |
| 아이자와 리사 (相沢梨紗)   | 1988년 8월 2일   | 오사카부   | 리사치 (りさちー)     | 하양        |         | 2.5차원 전설!                               | 90년대 애니 송 성우 송 | 결성 2009년      | 리더 예전 이름 : 니시무라 메메 (西村めめ)                            |
| 후지사키 아야네 (藤咲彩音) | 1995년 12월 7일  | 사이타마현 | 핑키! (ピンキー!)     | 블루        |         | 춤춰봤더니 칠변화!                          | 코스프레               | 2011년 12월 25일 | 가입 이전부터 니코니코 동화의 〈춤춰봤다〉에서 〈핑키!〉 명의로 활동 |
| 카나메 린 (鹿目凛)         | 1996년 9월 21일  | 사이타마현 | 뻬로링 (ぺろりん)     | 달걀        |         | 일러스트도 그려버리는 당신의 그녀♡          | DIY                    | 2017년 12월 30일 |                                                                      |
| 아마사와 리토 (天沢璃人)   | 2000년 7월 19일  | 미야자키현 | 리토 (りと)           | 네이비 퍼플 |         | 달콤한 독점욕 몬스터                        |                        | 2021년 2월 16일  | 밈도쿄 겸임 (RITO 명의)                                              |
| 코바토 리아 (小鳩りあ)     | 4월 4일          | 후쿠오카현 | 리아삐 (りあぴ)       | 파우더 핑크 |         | 후쿠오카에서 온 쫀득쫀득 햄스터 보이스 천사 |                        | 2021년 2월 16일  | 전 ENGAG.ING                                                         |
| 타카사키 히나 (高咲陽菜)   | 2006년 11월 24일 | 야마나시현 | 히나짱 (ひなちゃん)   | 오렌지      |         | 하면 된다 그야말로 병아리                   |                        | 2021년 2월 16일  | 최연소 전 니지노 판타지아                                            |

### 전 멤버
- 오와다 아카리 (小和田あかり, 11월 20일 출생, 재적 기간 : 결성 ~ 2010년 7월 8일, 담당 색 : 없음)
- 아토베 미우 (跡部みぅ, 3월 2일 출생, 재적 기간 : 2010년 6월 3일 ~ 2011년 12월 25일, 담당 색 : 핑크     )
도쿄도 출신. 재적시는 「부녀자 부부장」를 담당해, 「섹시계 소악마 부녀자」를 캐치프레이즈로 하고 있다[4]. 취업을 이유로 2011년 12월 25일 졸업[5].
- 모가미 모가 (最上もが, 1989년 2월 25일 출생, 재적 기간 : 2011년 12월 25일 ~ 2017년 8월 6일, 담당 색 : 보라     )
도쿄도 출신. 후지사키 아야네와 함께 2011년 12월 25일 가입. 재적시는 「우주를 달리는 금색의 이단아」를 캐치프레이즈를 하고 있다. 2017년 8월 6일에 탈퇴.
- 유메미 네무 (夢眠ねむ, 1987년 7월 14일 출생, 재적 기간 : 결성 ~ 2019년 1월 7일, 담당 색 : 민트 그린     )
미에현 출신. 재적시는 「영원한 마법소녀 미만」을 캐치프라이즈를 하고 있다. 2019년 1월 7일에 졸업.
담당 색의 민트 그린은 졸업할 때 초록색을 담당했던 네모토 나기가 그 뒤를 이었다.
- 나루세 에이미 (成瀬瑛美, 1987년 2월 16일 출생, 재적 기간 : 2010년 6월 3일 ~ 2021년 2월 16일, 담당 색 : 옐로     )
후쿠시마현 출신. 재적시는 「하이 텐션 A-POP걸」을 캐치프라이즈를 하고 있다. 2021년 2월 16일에 졸업.
- 네모토 나기 (根本凪, 1999년 2월 25일, 재적 기간 : 2017년 12월 30일 ~ 2022년 4월 30일, 담당 색 : 민트 그린     )
이바라키현 출신. 재적시는 「노래할 수 있는 덜렁이와 거짓말」을 캐치프라이즈를 하고 있다. 2022년 4월 30일에 졸업.
- 아이카와 코즈에 (愛川こずえ, 1991년 10월 25일, 재적 기간 : 2021년 2월 16일 ~ 2022년 12월 31일, 담당 색 : 라이트 그린     )
도쿄도 출신. 재적시는 「춤을 춰 보았기 때문에 당도했어」를 캐치프라이즈를 하고 있다. 2022년 12월 31일에 졸업.
- 소라노 아오조라 (空野青空, 1996년 10월 16일, 재적 기간 : 2021년 2월 16일 ~ 2024년 1월 13일, 담당 색 : 스카이 블루     )
도야마현 출신. 재적시는 「차원을 초월하여 사랑하는 꿈 여자」를 캐치프라이즈를 하고 있다. 2024년 1월 13일 졸업.

## 음반 목록

### 싱글

#### 인디즈
|   | 발매일           | 타이틀        | 비고                      |
| - | ---------------- | ------------- | ------------------------- |
| 1 | 2008년 12월 28일 | Mirror Magic? | 〈디어 걸 덴파구미〉 명의 |

#### 메이저
|     | 발매일           | 타이틀 | 최고 순위 |
| --- | ---------------- | --- | --------- |
| 1   | 2010년 2월 24일  | Kiss+kissでおわらない Kiss+kiss로 끝나지 않아                                                                              | 권외      |
| 2   | 2011년 7월 6일   | ピコッピクッピカッて恋してよ 피콧 피쿳 피캇 사랑해줘                                                                       | 104위     |
| 3   | 2011년 11월 16일 | Future Diver | 46위      |
| 4   | 2012년 5월 23일  | でんぱれーどJAPAN／強い気持ち・強い愛 덴퍼레이드 JAPAN/강한 마음·강한 사랑                                                 | 37위      |
| 5   | 2012년 7월 18일  | キラキラチューン／Sabotage 키라키라 튠/Sabotage                                                                            | 19위      |
| 6   | 2013년 1월 16일  | W.W.D／冬へと走りだすお! W.W.D/겨울로 달리기 시작한다!                                                                     | 10위      |
| 7   | 2013년 5월 29일  | でんでんぱっしょん 덴덴패션                                                                                                | 6위       |
| 8   | 2013년 10월 2일  | W.W.D II | 8위       |
| 9   | 2014년 3월 12일  | サクラあっぱれーしょん 사쿠라 앗파레숀                                                                                     | 3위       |
| 10  | 2014년 5월 14일  | Dear☆Stageへようこそ♡〜武道館LIVE記念限定盤〜 Dear☆Stage에 어서 오세요♡~무도관 LIVE 기념 한정반~                           | 9위       |
| 11  | 2014년 7월 30일  | ちゅるりちゅるりら 츄루리 츄루리라                                                                                         | 10위      |
| 12  | 2014년 11월 26일 | でんぱーりーナイト 덴파리 나이트                                                                                           | 6위       |
| 13  | 2015년 6월 17일  | おつかれサマー! 오츠카레사마!                                                                                              | 3위       |
| 14  | 2015년 9월 16일  | あした地球がこなごなになっても 내일 지구가 산산조각이 돼도                                                                 | 2위       |
| 15  | 2016년 11월 2일  | 最Ψ最好調! 최최최호조! | 5위       |
| 16  | 2018년 4월 4일   | おやすみポラリスさよならパラレルワールド／ギラメタスでんぱスターズ 잘자요 폴라리스 잘자요 파라렐월드/기라메타스 덴파스타즈 | 3위       |
| 17  | 2018년 9월 26일  | プレシャスサマー! 프레셔스 서머!                                                                                           | 2위       |
| SP1 | 2019년 5월 25일  | 子♡丑♡寅♡卯♡辰♡巳♡ 자♡축♡인♡묘♡진♡사♡                                                                                      | -         |
| 18  | 2019년 6월 26일  | いのちのよろこび 생명의 기쁨                                                                                               | 5위       |
| SP2 | 2019년 8월 9일   | ボン・デ・フェスタ 팝·더·페스타                                                                                            | -         |
| 19  | 2021년 5월 19일  | プリンセスでんぱパワー!シャインオン!／千秋万歳!電波一座! 프린세스 덴파 파워! 샤인 온!/천추만세! 전파일좌!                  | 6위       |
| 20  | 2021년 9월 22일  | 衝動的S/K/S/D 충동적 S/K/S/D                                                                                               | 7위       |
| 21  | 2022년 3월 16일  | ドキ+ワク=パレード! 두근+와쿠=퍼레이드!                                                                                    | 9위       |
| 22  | 2025년 1월 4일   | W.W.D ENDING | -         |

#### 착신 한정
| 착신 개시일      | 타이틀                                                 |
| ---------------- | ------------------------------------------------------ |
| 2015년 10월 9일  | 永久ゾンビーナ 영구존비나                              |
| 2015년 12월 18일 | Dem Dem X'mas                                          |
| 2016년 1월 8일   | 破! to the Future 파! to the Future                    |
| 2016년 2월 5일   | ファンファーレは僕らのために 팡파레는 우리를 위해      |
| 2016년 3월 4일   | STAR☆ットしちゃうぜ春だしね STAR☆는 해보고 싶은 봄이네 |
| 2016년 4월 1일   | Truth of the ZERO                                      |
| 2018년 5월 16일  | ムーンライト伝説 문라이트 전설                         |
| 2020년 11월 17일 | ポジティブ☆ストーリー 포지티브☆스토리                  |
| 2021년 11월 16일 | Future Diver (10th anniversary ver.)                   |
| 2021년 12월 17일 | 好感Daybook♡ 호감 데이북♡                              |
| 2022년 1월 28일  | 初体験 첫 체감                                         |
| 2022년 10월 16일 | でんぱっていこーぜ!! 덴파란 말이야!!                   |
| 2022년 11월 30일 | オーギュメンテッドおじいちゃん 오규 멘티드 할아버지    |
| 2023년 3월 15일  | 古代アキバ伝説 고대 아키바 전설                        |
| 2024년 5월 20일  | 商売繁盛! 元祖電波屋! 장사 번창! 원조 덴파꾼!          |

#### 다른 명의
| 명의                                   | 발매일           | 타이틀                                                                         | 비고 | 순위 |
| -------------------------------------- | ---------------- | ------------------------------------------------------------------------------ | --- | ---- |
| 우주는 11차원으로 되어 있다            | 2014년 9월 20일  | Stand〜ここにいるよ〜 Stand~여기에 있어~                                       | 덴파구미.inc의 여동생 뻘인 《망상 캘리브레이션》과 결성한 한정 유닛 |      |
| 덴파구미.inc×gdgd 페어리s              | 2014년 11월 12일 | 愛があるから!! 사랑이 있으니까!!                                               | 노래를 덴파구미.inc가 담당 극장판 《gdgd 페어리s라는 영화는 어떨까…?》 주제가 작사·작곡을 이노우에 준이치, 편곡을 타마야 2060%가 담당 작품에는 덴파구미.inc도 본인 역으로 출연 9월 5일부터 iTunes, mora 다운로드 개시 | 36위 |
| 쇼코탕♥덴파구미                        | 2015년 4월 29일  | PUNCH LINE!                                                                    | 나카가와 쇼코와의 콜라보레이션. | 13위 |
| 덴파구미♥쇼코탕                        | 2015년 6월 17일  | 続・PUNCH LINE! 속·PUNCH LINE!                                                 | 나카가와 쇼코와의 콜파보레이션 제2탄. |      |
| 포켓무비 가진 덴파구미.inc와, 헬로키티 | 2015년 6월 17일  | ムなさわぎのヒみつ?! 가슴 설레는 비밀?!                                        | 〈프레시 섬머!〉 (초회한정반B)의 커플링곡. |      |
| 신성한 맛테쨩                          | 2015년 6월 24일  | 23才の夏休み feat.でんぱ組.inc 23세의 여름방학 feat. 덴파구미.inc              | 신성한 맛테쨩의 베스트 앨범 《베스트한 맛테쨩》 초회한정반에 포장된 Disc2 〈피처링 보컬반〉에 수록. |      |
| 네모페로 from 덴파구미.inc             | 2020년 3월 20일  | しゅきしゅきしゅきぴ♡がとまらないっ…! 슈키슈키삐♡가 멈추질 않아!               | 네모토 나기와 나츠메 린이 결성한 유닛. |      |
| 네모페로 from 덴파구미.inc             | 2020년 8월 5일   | にゃんにゃん♡ちゅちゅちゅ♡ 냥냥♡츄츄♡                                          | 네모토 나기와 나츠메 린이 결성한 유닛. |      |
| 네모페로 from 덴파구미.inc             | 2020년 12월 16일 | キュンキュンですっ♡ 큥큥예요♡                                                  | 네모토 나기와 나츠메 린이 결성한 유닛. |      |
| 네모페로 from 덴파구미.inc             | 2021년 9월 22일  | ファーストキッスは竜人くん♡ feat. 清 竜人 첫 키스는 류진 군♡ feat. 키요시 류진 | 네모토 나기와 나츠메 린이 결성한 유닛. |      |
| 덴파구미.inc VS 프란츄츄               | 2020년 9월 16일  | ゾンビランドDEMPA!! 좀비랜드 덴파!!                                            | 동년 9월 3일에 발매된 TV 애니메 《좀비랜드 사가》의 팬클럽 〈좀비랜드 히메〉의 CD에 한젓 수록된 작중 아이돌 그룹 〈프란츄츄〉와의 콜라보곡.                                                                           |      |
| LAVILITH                               | 2020년 12월 16일 | 365番目のエピローグ 365번째의 에필로그                                         | 아이자와 리사와 ARCANA PROJECT의 사쿠라노 우사가 결성한 유닛. |      |
| 챠페노이즈미 from 덴파구미.inc         | 2021년 9월 22일  | 愛♡舞☆ミライ! 사랑♡무☆미래!                                                    | 후지사키 아야네와 아이카와 코즈에, 코바토 리아가 결성한 유닛. |      |

### 앨범
| 매     | 발매일                                         | 타이틀 | 최고 순위 |
| ------ | ---------------------------------------------- | --- | --------- |
| 1      | 2011년 12월 14일                               | ねぇきいて?宇宙を救うのは、きっとお寿司…ではなく、でんぱ組.inc! 있잖아 들어봐? 우주를 구하는 건, 분명 스시…가 아니라, 덴파구미.inc! | 132위     |
| 한정   | 2012년 1월 22일                                | でんぱ組.inc 1stワンマン LIVE CD 〜でんぱLIFEはおわらんよっ! 〜 덴파구미.inc 1st 원맨 LIVE CD~덴파 LIFE는 끝나지 않아!~             | -         |
| 2      | 2013년 12월 11일                               | WORLD WIDE DEMPA | 5위       |
| 3      | 2015년 2월 18일                                | WWDD | 2위       |
| 한정   | 2015년                                         | MOE JAPAN 〜from Akihabara to the World〜                                                                                           | -         |
| 라이브 | 2016년 1월 6일                                 | WORLD TOUR 2015 in FUJIYAMA | 15위      |
| 4      | 2016년 4월 27일                                | GOGO DEMPA | 3위       |
| 베스트 | 2016년 12월 21일                               | WWDBEST 〜電波良好!〜 WWDBEST ~전파 양호!~                                                                                          | 4위       |
| 5      | 2019년 1월 1일                                 | ワレワレハデンパグミインクダ 와레와레와덴파구미인쿠다                                                                               | 10위      |
| 6      | 2020년 4월 15일                                | 愛が地球救うんさ!だってでんぱ組.incはファミリーでしょ 사랑이 지구를 구하는 거야! 왜냐면 덴파구미.inc는 패밀리잖아                   | 5위       |
| 7      | 2022년 7월 20일                                | DEMPARK!!! | 14위      |
| EP1    | 2022년 12월 14일 2023년 12월 22일 (아날로그반) | でんぱぁかしっくれこーど 덴파워줘                                                                                                   | 14위      |
| EP2    | 2023년 6월 21일 2023년 12월 22일 (아날로그반)  | ONE NATION UNDER THE DEMPA | 10위      |
| EP3    | 2024년 10월 8일                                | We need the DEMPA | 7위       |